# Umělá vagína

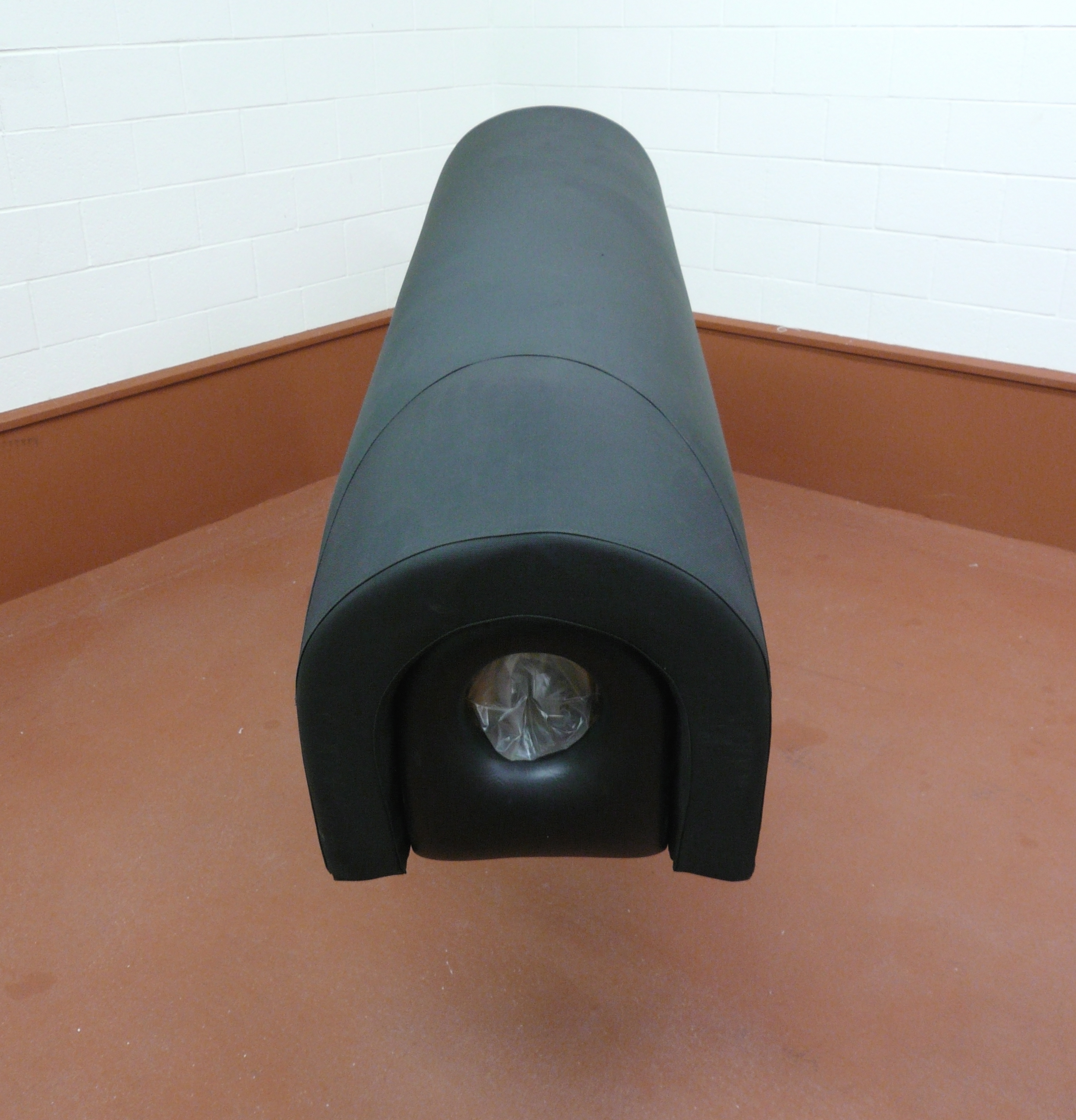
Umělá vagina používaná pro odebrání spermatu od koní pro umělou inseminaci

Umělá vagina (angl. artificial vagina, fleshlight nebo fleshjack) je zařízení, které má simulovat samičí pohlavní orgán (pochvu). Pro dosažení tohoto efektu jsou na její výrobu používané měkké, lubrikované a někdy zahřívané materiály. Může být vytvořena pro lékařské výzkumné účely, chov zvířat nebo jako erotická pomůcka.

## Veterinární použití
Umělé vaginy jsou hojně využívány chovateli při umělé inseminaci hospodářských zvířat. Ty navržené pro odebrání spermatu napodobují některé nebo všechny anatomické prvky a chování zvířecí pochvy. Existuje několik typů těchto zařízení, ale obecně jsou používány trubice s vnitřní měkkou sterilní vložkou a vnějším tvrdým obalem. Pro lepší výsledky mohou být stěny trubice prázdné a naplněné teplou vodou, aby napodobily přirozenou tělní teplotu a mohou obsahovat filtr pro odebrání spermatu.

## Erotická pomůcka

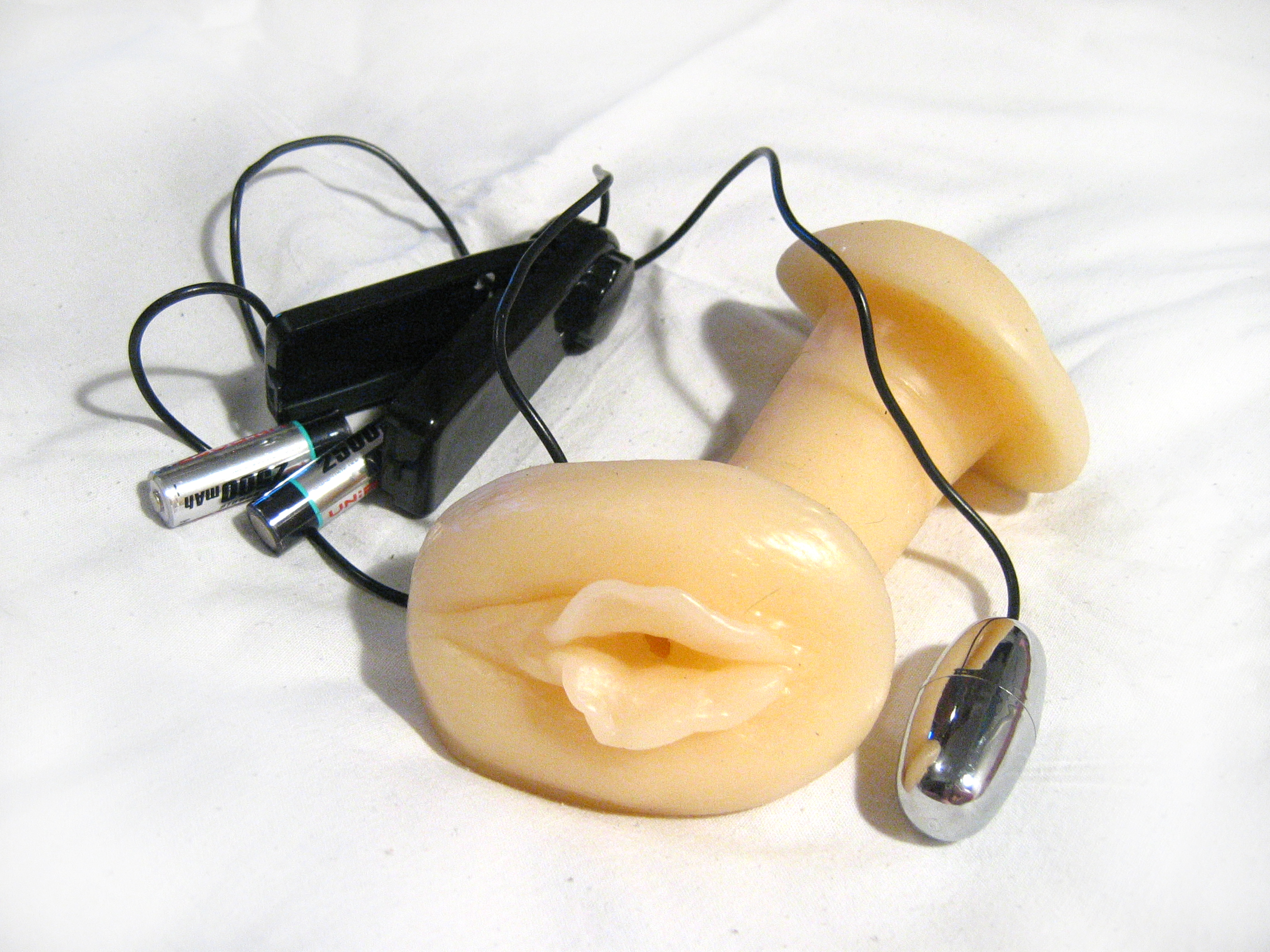
Umělá vagina s vibračním vajíčkem

Umělá vagina, která je vyrobena pro sexuální stimulaci, je v podstatě erotická pomůcka pro masturbaci. Je navržena tak, aby stimulovala vjem sexuálního styku. Existuje mnoho typů. Obvykle obsahují vibrační část, která zvyšuje realističnost. Ale také se můžete setkat s rotačními či sacími. Podle ceny produktu se pak odvíjí další charakteristické rysy, jako například panenství, ochlupení, stydké pysky, materiál (silikon, guma), z něhož je pomůcka vyrobena, tvar (existují umělé vaginy, které jsou kopií orgánů známých pornohereček), atp. Některé umělé vaginy jsou multifunkční a obsahují rovněž anální otvor pro anální sex. Někdy se této erotické pomůcce říká „masturbátor“.